# Susan Ofori-Atta
Susan Barbara Gyankorama Ofori-Atta, còn gọi là de-Ghép Johnson (năm 1917 – năm 1985) là một bác sĩ y khoa Ghana - nữ bác sĩ đầu tiên ở Gold Coast.. Ofori-Atta cũng là người phụ nữ Ghana đầu tiên và phụ nữ Tây Phi thứ tư có được bằng đại học. Ofori-Atta cũng là người phụ nữ Tây Phi thứ ba trở thành bác sĩ sau Nigeria Agnes Yewande Savage (1929) và Elizabeth Abimbola Awoliyi (1938). Năm 1933, nhà hoạt động chính trị Sierra Leone và tiên phong giáo dục đại học, Edna Elliot-Horton trở thành người phụ nữ tốt nghiệp đại học Tây Phi thứ hai và là người đầu tiên có được tấm bằng cử nhân về nghệ thuật tự do. Sau cùng, bà trở thành một nhân viên y tế phụ trách tại Bệnh viện Kumasi, và sau đó, bà đảm nhận phụ trách Bệnh viện Princess Louise cho Phụ nữ. Hiện tại bà là Matilda J. Clerk, người phụ nữ Ghana thứ hai và phụ nữ Tây Phi thứ tư trở thành một bác sĩ, người tình cờ cũng được đào tạo tại Achimota và Edinburgh. Susan Ofori-Atta đã được làm Bác sĩ danh dự khoa học của Đại học Ghana về suy dinh dưỡng ở trẻ em và nhận được Thánh Giá Hoàng Gia từ Đức Giáo hoàng Gioan Phaolô II khi ông đến thăm Ghana năm 1980 để công nhận việc cung cấp dịch vụ y tế miễn phí tại phòng khám của bà. Bà đã giúp thành lập Hội Phụ nữ cho các vấn đề công cộng và là thành viên của Viện Hàn lâm Khoa học và Nghệ thuật Ghana. Thành tựu của bà trở thành nguồn cảm hứng cho các bác sĩ phụ nữ ở Ghana.
.